# Stała równowagi
Stała równowagi – współczynnik opisujący stan równowagi odwracalnych reakcji chemicznych. Stała ta jest równa ilorazowi reakcji w stanie doskonałej równowagi, tj. w sytuacji gdy szybkość reakcji w stronę od substratów do produktów i od produktów do substratów jest dokładnie taka sama.
Zgodnie z prawem działania mas Guldberga-Waagego, dla reakcji:
mA + nB ⇌ pC + qD
wyrażenie na stałą równowagi ma postać:
{\displaystyle K={\frac {[C]^{p}[D]^{q}}{[A]^{m}[B]^{n}}},}
gdzie nawiasy kwadratowe oznaczają stężenia molowe w przypadku roztworów lub molowe ciśnienia cząstkowe w przypadku gazów w stanie idealnej równowagi.
Wyrażenie to można rozszerzyć na dowolną liczbę reagentów dopisując w liczniku produkty, a w mianowniku substraty w odpowiednich wykładnikach potęgowych. Wykładniki te są równe proporcjom molowym substratów i produktów, wynikających z równania stechiometrycznego reakcji.
Tak zdefiniowaną stałą równowagi można stosować jedynie dla układów rozcieńczonych, gdzie stężenia (lub ciśnienia cząstkowe) są stosunkowo niewielkie. Dla wyższych stężeń wartość obliczona może znacząco odbiegać od wartości obserwowanej, m.in. ze względu na zjawiska dyfuzyjne i lepkościowe. Stąd dokładniejsza definicja stałej równowagi, powszechnie stosowana w chemii fizycznej bazuje na aktywnościach molowych, a nie zwykłych stężeniach.
W tym ujęciu stała równowagi chemicznej jest definiowana następująco:
{\displaystyle K=\prod _{i=1}^{n}a_{i}^{V_{i}},}
gdzie:
{\displaystyle a_{i}} – aktywność molowa i-tego związku w stanie równowagi,
{\displaystyle V_{i}} – współczynnik stechiometryczny {\displaystyle i}-tego związku, zapisywany ze znakiem „-” dla substratów i znakiem „+” dla produktów – zgodnie z zasadami tworzenia iloczynu reakcji.
Stała równowagi jest wartością bezwymiarową. Przyjmuje one bardzo różne wartości, zależnie od tego czy równowaga reakcji jest przesunięta bardziej w stronę substratów, czy bardziej w stronę produktów.

## Wpływ typu reakcji i temperatury na stałą równowagi
Jeżeli reakcja chemiczna jest egzotermiczna to stała równowagi maleje wraz ze wzrostem temperatury. Przeciwnie jest w przypadku reakcji endotermicznej, wtedy stała równowagi wzrasta wraz ze wzrostem temperatury. Wynika to z równania van’t Hoffa, które po scałkowaniu przyjmuje postać: {\displaystyle \lg K={\frac {-\Delta H^{0}}{2{,}303*RT}}+\operatorname {const} }.

## Przykłady
Jeżeli dla prostej reakcji:
A + B ⇌ AB
- użyto pierwotnie po 2 mole związku A i B,
- stan równowagi ustala się po przereagowaniu dokładnie połowy substratów,
- całość mieszaniny reakcyjnej w stanie równowagi ma objętość 1 dm³,

to:
[A] = 1 mol/dm³, [B] = 1 mol/dm³ i [AB] = 1 mol/dm³
Podstawiając to do wyrażenia na stałą równowagi dla tej reakcji:
{\displaystyle K={\frac {[AB]}{[A][B]}}}
otrzymuje się
{\displaystyle K={\frac {[1]}{[1]*[1]}}}
a zatem stała tej reakcji wynosi dokładnie 1.
Gdy stała dla reakcji A + B ⇌ AB jest większa od 1, to równowaga jest przesunięta w stronę produktów. Np. dla stałej równej 100, w stanie równowagi w 1 dm³ roztworu o stężeniu wyjściowym [A] = [B] = 1,1 mol/dm³ znajduje się 0,1 mola A i 0,1 mola B oraz 1 mol AB (K = 1/(0,1·0,1) = 100). Gdy stała jest mniejsza od 1, to równowaga jest przesunięta w stronę substratów. Np. dla K = 0,01, w 1 dm³ roztworu o stężeniu wyjściowym [A] = [B] = 1,01 mol/dm³ stan równowagi ustali się dla 1 mola A, 1 mola B i 0,01 mola AB (K = 0,01/(1·1) = 0,01).
W praktyce reakcje chemiczne mają najróżniejsze wartości stałych, przy czym dość częstym zjawiskiem jest występowanie bardzo dużych lub bardzo małych wartości tej stałej. Zwykle przyjmuje się, że reakcja nie zachodzi w ogóle, gdy jej stała równowagi jest mniejsza niż 10−14, zaś zachodzi kompletnie, gdy stała równowagi jest większa niż 1014 – choć znane są przypadki, gdy zakłada się występowanie równowagi nawet w przypadkach, gdy stała ta przekracza te wartości. W związku z tak dużym rozrzutem wartości stałych często zamiast ich bezpośrednich wartości stosuje się ich logarytmy, oznaczane jako pK.

## Zależności
Między stałą równowagi a standardową entalpią swobodną reakcji istnieje zależność:
{\displaystyle K=e^{-{\frac {\Delta G^{0}}{RT}}},}
gdzie:
{\displaystyle \Delta G^{0}} – standardowa entalpia swobodna reakcji,
{\displaystyle R} – uniwersalna stała gazowa,
{\displaystyle T} – temperatura w kelwinach.
Zależność ta jest najczęściej wykorzystywana w praktyce do wyznaczania entalpii standardowej reakcji chemicznych.
Stała równowagi jest silnie zależna od temperatury. Jej zależność określa równanie van ’t Hoffa:
{\displaystyle {\frac {d(\ln K)}{dT}}={\frac {\Delta H}{RT^{2}}},}
gdzie:
{\displaystyle \Delta H} – standardowa entalpia (ciepło rzeczywiste) reakcji.
Równanie to przydaje się w praktyce, zarówno do obliczania standardowego ciepła reakcji, jak i do ustalania wartości stałej równowagi w danej temperaturze, gdy znamy tę wartość w innej temperaturze.